# Faro de La Plata
El faro de la Plata se encuentra en el Cabo de la Plata, San Sebastián, (País Vasco), España.

## Historia
Situado en el monte Ulía, en el municipio  de San Sebastián, el faro de la Plata se halla en la parte occidental de la bocana del Puerto de Pasajes. Fue construido en 1855 y junto al Faro de Senekozuloa señala la salida al Mar Cantábrico del puerto guipuzcoano.
La denominación de faro de la Plata podría tener su origen en el destacado papel que jugó el puerto de Pasajes desde la antigüedad, al formar parte de la vía desde donde se exportaban los minerales que previamente se extraían de las minas de Arditurri en Oyarzun o, quizá, en la espectacular situación de este faro en una zona conocida como Espejo de Pasajes, también llamada Frontón de la Plata.
Otra de las hipótesis sobre su nombre es que provenga de la deformación de la denominación que utilizaban los gascones para llamar a las rocas donde se sitúa, y es que la zona está repleta de nombres de origen gascón como Ulía o Monpás. 